# Kuskowo (osada)
Kuskowo – osada w Polsce, w województwie mazowieckim, w powiecie przasnyskim, w gminie Czernice Borowe.
Osada wchodzi w skład sołectwa Chrostowo Wielkie.
Do 2023 miejscowość była osadą wsi Chrostowo Wielkie.
W latach 1975–1998 osada administracyjnie należała do województwa ciechanowskiego.
Wierni kościoła rzymskokatolickiego  należą do rzymskokatolickiej parafii św. Stanisława BM w Czernicach Borowych.